# Międzynarodowy Bank Współpracy Gospodarczej
Międzynarodowy Bank Współpracy Gospodarczej (MBWG) (ros. Международный банк экономического сотрудничества – МБЭС, ang. International Bank for Economic Co-operation – IBEC) – instytucja bankowa krajów RWPG, obecnie bank międzynarodowy z siedzibą w Moskwie.

## Historia
MBWG został powołany w wyniku podpisanej 22 października 1963 Umowy o rozliczeniach wielostronnych w rublach transferowych i o utworzeniu Międzynarodowego Banku Współpracy Gospodarczej, która zaczęła obowiązywać 1 stycznia 1964. Głównym zadaniem banku do 1991 była obsługa wielostronnych handlowych rozliczeń kompensacyjnych poprzez prowadzenie rachunków w umownej jednostce rozliczeniowej jaką był powołany do życia równocześnie z MBWG rubel transferowy. Ta umowna waluta istniała de facto jedynie w postaci zapisów na rachunkach MBWG dokonywanych na podstawie informacji o dokonanej wymianie towarowej pomiędzy krajami-członkami RWPG. Kapitał statutowy MBWG ustalono na kwotę 300 mln rubli transferowych. Miał on być wniesiony przez poszczególne kraje, w stosunku do rozmiaru ich eksportu do pozostałych krajów RWPG. W praktyce wpłacono jedynie 60 mln rubli transferowych. Państwami-założycielami banku były Ludowa Republika Bułgarii, Czechosłowacka Republika Socjalistyczna, Polska Rzeczpospolita Ludowa, Rumuńska Republika Ludowa, Węgierska Republika Ludowa, Związek Socjalistycznych Republik Radzieckich, Niemiecka Republika Demokratyczna, Mongolia, Kuba i Wietnam. W 1970 w ramach rozbudowy systemu walutowego RWPG powołano także Międzynarodowy Bank Inwestycyjny (MBI). MBI udzielał kredytów inwestycyjnych w rublach transferowych odnotowywanych na rachunkach MBWG, a także w walutach wymienialnych.
Po 1991 r. MBWG przeszedł na rozliczenia w walutach wymienialnych, obecnie jako swoją walutę podstawową przyjął euro. Aktualnie jego kapitał zakładowy wynosi 400 mln euro a udziałowcami banku są Bułgaria, Wietnam, Polska, Rosja, Rumunia, Mongolia i Słowacja. 3 listopada 2009 Rada Ministrów RP wyraziła zgodę na rozpoczęcie prac nad przyłączeniem Międzynarodowego Banku Inwestycyjnego (MBI) do Międzynarodowego Banku Współpracy Gospodarczej (MBWG) stwierdzając iż „istotnym i niezbędnym warunkiem włączenia się w proces przekształcania obu instytucji jest dokładne sprecyzowanie aktualnej sytuacji finansowej obu banków, w tym skali potencjalnych strat MBI. Ostateczna zgoda strony polskiej na połączenie obu banków zostanie podjęta po wypracowaniu modelu działania i opracowaniu struktury nowego banku”. Jak wspomina cytowany komunikat Rady Ministrów RP, sytuację finansową MBWG „można określić jako względnie dobrą, ponieważ bank unika nadmiernego ryzyka i uzyskuje niewielkie zyski. Gorsze jest położenie MBI, który jest obecnie zagrożony upadkiem”.
Do momentu wystąpienia 29 stycznia 2023 przez Polskę z IBEC, jej przedstawicielami we władzach banku byli:
- Członek Zarządu MBWG: Lidia Anczakowska (od 16 grudnia 2016),
- Członkowie Rady MBWG: Adam Glapiński (Prezes Narodowego Banku Polskiego), Piotr Nowak (podsekretarz stanu w Ministerstwie Finansów), Andrzej Ciopiński (zastępca dyrektora Departamentu Wspierania Polityk Gospodarczych w Ministerstwie Finansów) oraz Paweł Samecki (członek Zarządu NBP)[4].

W związku z agresją Rosji na Ukrainę, oprócz Polski, zamiar wystąpienia z banku zapowiedziały: Czechy, Słowacja, Bułgaria, Rumunia. Po ich wyjściu w Banku pozostaną: Rosja, Mongolia oraz Wietnam.